# Leucochimona aequatorialis
Leucochimona aequatorialis is een vlindersoort uit de familie van de prachtvlinders (Riodinidae), onderfamilie Riodininae.
Leucochimona aequatorialis werd in 1913 beschreven door Seitz.